# Thomas McGuane
Compléments
Académie américaine des arts et des lettres
Thomas Francis McGuane III, né le 11 décembre 1939  à Wyandotte dans le Michigan, est écrivain et scénariste américain. Son œuvre comprend neuf romans, des nouvelles et des scénarios, ainsi que trois volumes d’essais consacrés à sa vie en plein air.

## Biographie

### Débuts dans la vie
McGuane est né de parents irlandais catholiques qui avaient déménagé du Massachusetts vers le Midwest. Son éducation primaire comprend des études à la Cranbrook Kingswood School, dont il obtient le diplôme en 1958, mais aussi le travail dans un ranch du Wyoming, la pêche et la chasse un peu partout, et des relations difficiles avec un père alcoolique qui sera présent par la suite dans une grande partie de ses écrits. McGuane s’intéresse davantage à sa lignée maternelle, du côté de un ranch dans la Paradise Valley. 
Depuis son plus jeune âge, il se projette comme auteur, admirant ce qu’il perçoit comme la vie aventureuse d’un écrivain tout autant que la perspective de l’écriture. Il commence à se consacrer sérieusement à l’écriture vers l’âge de 16 ans. Il étudie à la Michigan State University, où il rencontre son ami de longue date, Jim Harrison. À l’université Yale, il étudie l’écriture théâtrale et dramatique, et une bourse de la Wallace Stegner Fellowship pour l’université Stanford (1966-67) lui fournit le temps et les ressources pour finir son premier roman publié, The Sporting Club (édité en 1969 avec le soutien de Harrison). The Sporting Club est un portrait anarchique du déclin aristocratique et de la ruine finale d’un club sportif de l’élite du Michigan. McGuane écrit ce livre en six semaines après que ses espoirs initiaux de publier un roman dans le magazine The Dial ont été fracassés par son éditeur de l’époque, E. L. Doctorow. A 2023, il gagne le tout premier prix d'excellence pour des services rendus à la bibliothèque de l'Université d'État du Montana. Les archives de l'université comprennent les papiers, les manuscrits, et la correspondance de McGuane. La collection est ouverte au public pour la recherche.

### Au Montana
Avec la bourse de la Stegner Fellowship, McGuane et son épouse, Rebecca Portia Crockett, s’installent à Livingston dans le Montana, et grâce à la vente des droits d’adaptation au cinéma de The Sporting Club, il investit dans l’achat d’un ranch dans la Paradise Valley. Son second roman, The Bushwhacked Piano, une comédie picaresque décrivant les activités sportives, professionnelles et sentimentales de Nicholas Payne, se baladant du Michigan au Montana et à la Floride et saupoudré de commentaires grinçants sur l’état de l’Amérique d’alors, est publié en 1971 et reçoit des critiques délirantes. Jonathan Yardley, dans le New York Times, désigne McGuane (alors âgé de 31 ans) comme “un talent d’un potentiel faulknérien” et Saul Bellow le décrit comme “une star du langage.” Le roman remporte le Rosenthal Award de l’American Academy and Institute of Arts and Letters.
Le troisième roman de McGuane, Ninety-Two in the Shade (publié en 1973), est perçu comme la confirmation de ce potentiel et c’est peut-être son livre le plus connu ou du moins le mieux apprécié dans les milieux littéraires. Ce roman a pour thème le désir du jeune Thomas Skelton de devenir guide de pêche à Key West, histoire qui culmine avec la mort de Skelton au bout du pistolet de son rival Nichol Dance. 
Ninety-Two in the Shade est nommé au National Book Award et représente la fin du premier chapitre de la vie littéraire de McGuane, chapitre qui s’achève également avec l’accident de sa Porsche sur une route glacée du Texas. L’accident le laisse sans blessure grave mais incapable de parler pendant plusieurs jours, et il décide de lâcher son obsession monastique pour l’écriture des romans et de signer un nouveau contrat avec la vie, décision qui s’appuie sur des offres lucratives d’écriture de scénarios pour Hollywood.
Ainsi commence dans la carrière de McGuane un interlude où il est connu sous le nom de “Captain Berserko” (appellation à rapprocher sans doute du terme berserk) et il écrit les scénarios de “Rancho Deluxe” (1973), tourné à Livingston, Montana ; Missouri Breaks (The Missouri Breaks) d'Arthur Penn (1976), interprété par Jack Nicholson et Marlon Brando ; et une incursion de McGuane lui-même dans la réalisation de films pour l’adaptation de “ Ninety-Two in the Shade” (1975).
Les excès de ces années se reflètent dans la liaison tumultueuse de McGuane avec l’actrice Elizabeth Ashley (que celle-ci décrit avec une précision voyeuriste dans ses mémoires, « Actress »), son divorce d’avec sa première femme Becky Crockett, son mariage avec l’actrice Margot Kidder, la naissance de leur fille Maggie (aujourd'hui auteur elle-même sous le nom de Maggie Kirn) et un second divorce, le tout en moins d’un an.
En 1978, McGuane publie son roman le plus autobiographique, Panama. C’est son premier et unique roman écrit à la première personne, et l’histoire est celle d’une rock star appelée Chet Pomeroy, qui va d’illusion en désillusion et ne peut plus imaginer le salut qu’en la personne de Catherine, incarnation littéraire des sentiments de McGuane pour sa troisième épouse, Laurie Buffett, sœur de son ami de Key West, Jimmy Buffett. Ce roman a été impitoyablement fustigé par les critiques comme étant auto-centré et comme le testament d’un talent littéraire – en dépit des protestations de McGuane, disant qu’il considérait ce livre comme son meilleur et avait délibérément créé un personnage lugubre qui n’avait pas le droit, du point de vue courant, d’éprouver des sentiments de perte et de dépression.
Il s’ensuit un conflit entre McGuane et ses critiques au sujet de leurs attentes respectives quant à sa fiction, et leur perception de l’intrusion de McGuane-la-célébrité dans son propre travail. Le bouleversement de cette période s’achève avec la mort, en l’espace de 30 mois, du père de McGuane, de sa mère et de sa sœur – et avec son aveu qu’il n’avait plus envie de produire de romans comiques comme l’étaient ses trois premiers.
Après Panama, les romans de McGuane changent considérablement. D’abord avec Nobody’s Angel en 1981, le décor est constamment fixé dans le Montana, habituellement dans la ville fictive de Deadrock (probablement un jeu de mots sur Livingstone), et sa prose résiste, pour l’essentiel, aux effets pyrotechniques de Bushwhacked Piano ou de Ninety-Two in the Shade. Bien que l’esprit et l’œil alerte à voir la comédie dans les choses humaines persistent, le problème des relations humaines – et notamment familiales – est pris beaucoup plus au sérieux que dans ses premiers romans. Le cadre familial et certains parallélismes poussent  facilement à voir une incarnation de McGuane lui-même dans la série de ses personnages, qui sont masculins avec une exception notoire, Evelyn, dans The Cadence of Grass (2002).
Toutefois, McGuane s’empresse de souligner que, contrairement à ses personnages, il est heureux en ménage avec Laurie Buffet depuis la fin des années 70 et que, selon un de ses amis du Montana (William Kittredge), il a le « don de bien vivre », dont la recette semble inclure du temps passé en famille, la lecture, l’écriture, l’élevage des chevaux et la pêche à la mouche, toutes choses qui sont liées à la magnifique vallée de la Boulder River près de , Montana, où McGuane a désormais installé son ranch.
Parmi ses romans les plus récents, Nothing But Blue Skies paraît présenter l’expression la plus large de la pensée de McGuane sur la vie en Amérique et notamment dans l’Ouest américain. Il y reste des traces de la contre-culture, ainsi que la désillusion au sujet d’ambitions d’ordre économique. L’Ouest fournit encore, plus que tout autre lieu, des opportunités de refuge, bien qu’elles diminuent de jour en jour. Pourtant, il existe encore des gens (et McGuane en fait partie) qui adorent le « dieu du beau pays » et qui essaient de leur mieux de comprendre les manières abruptes et cyniques des gens du coin, persuadés que beaucoup d’entre eux sont des personnes authentiquement correctes et recommandables.
Les livres de McGuane, dans leur ensemble, comprennent seulement des séquences sporadiques de sérénité et d’espoir – et Nothing But Blue Skies est l’un de ses romans les plus chargés d’espoir – mais Larry McMurtry a fait remarquer que les œuvres de McGuane n’appartenant pas à la fiction proposent en un contraste marqué une paix intérieure et une spiritualité naturelle. Les louanges par McGuane de la pêche à la mouche (The Longest Silence), des chevaux (Some Horses) et de la vie en plein air (An Outside Chance) reflètent sa foi dans le potentiel rédempteur de la nature et des rituels sportifs, et sont largement considérées comme figurant parmi les meilleures écrites dans le domaine du nature writing.

## Style d’écriture
L’écriture de McGuane est renommée pour sa maîtrise du langage (notamment dans ses premiers livres), son appréciation comique du noyau irrationnel des entreprises humaines, ses allusions multiples à la contre-culture des années 60 et 70, et une dévotion croissante envers les relations familiales et les rapports avec le monde naturel changeant de l’Ouest américain et essentiellement le Montana, où il réside depuis 1968 et où il a situé au moins ses cinq derniers romans et la plupart de ses essais.

## Cinéma
Il est, notamment, le scénariste du Missouri Breaks (1976) d'Arthur Penn avec Marlon Brando et Jack Nicholson, et le coscénariste de Tom Horn (1980) avec Steve McQueen dans le rôle-titre.

## Œuvres

### Romans
- The Sporting Club (1969) Le Club de chasse, Paris, Christian Bourgois éd., 1992
- The Bushwacked Piano (1971) Embuscade pour un piano, Paris, Christian Bourgois éd., 1990 ; rééd. 2012
- Ninety-Two in the Shade (1973) 33° à l’ombre, Paris, Denoël, 1978
- Nobody's Angel (1981) L’Ange de personne, Paris, Christian Bourgois éd., 1997
- Something to Be Desired (1985) La Source chaude, Paris, Christian Bourgois éd., 1994
- Keep the Change (1989) L’Homme qui avait perdu son nom, Paris, Christian Bourgois éd., 1990
- Nothing but Blue Skies (1992) Rien que du ciel bleu, Paris, Christian Bourgois éd., 1994
- The Cadence of Grass (2002) À la cadence de l’herbe, Paris, Christian Bourgois éd., 2004
- Driving on the Rim (2010) Sur les jantes, Paris, Christian Bourgois éd., 2012

### Roman autobiographique
- Panama (1978) Panama, Paris, Christian Bourgois éd., 1992

### Recueils de nouvelles
- To Skin a Cat (1986) Comment plumer un pigeon, Paris, Christian Bourgois éd., 1990
- Gallatin Canyon (2006) En déroute, Paris, Christian Bourgois éd., 2006
- Crow Fair (2015) La Fête des corbeaux, Paris, Christian Bourgois éd., 2015[2]
- Cloudbursts (2018)  Quand le ciel se déchire, Paris, Christian Bourgois éd., 2019

### Essais
- An Outside Chance (1981) Outsider, Paris, Christian Bourgois éd., 1996
- Best American Sports Writing, 1992 (1993)
- Live Water (1996)
- Some Horses (1999)
- The Longest Silence (2000) Le Long Silence : Une vie à la pêche, autobiographie, Paris, Gallmeister, 2016
- Upstream: Fly Fishing in the American Northwest (1999)
- Horses (2005)

### Recueil de nouvelles conçu par un éditeur français
- Intempéries, Paris, Éditions du Cherche-Midi, coll. « Ailleurs : nouvelles », 2003

## Sources
- (en) Jonathan Yardley, « Review of The Bushwhacked Piano », New York Times, 14 mars 1971.
- (en) American Audio Prose Library, 1985. (entrevue avec Tom McGuane)
- (en) The Art of Fiction, LXXXIX, Paris Review, fall 1985. (entrevue avec Tom McGuane)
- (en) Guy D. Garcia, He's Left No Stone Unturned, Time Magazine, 25 décembre 1989.
- (en) Larry McMurtry, On the Big Two-Hearted River, New York Review of Books, 27 juin 2002.